# Ia Mơ
Ia Mơ là một xã thuộc tỉnh Gia Lai, Việt Nam.
Xã Ia Mơ có diện tích 435,59 km², dân số năm 1999 là 1.022 người, mật độ dân số đạt 2 người/km².